# Маряновиці
Маряновиці (пол. Marianowice) — село в Польщі, у гміні Закшев Радомського повіту Мазовецького воєводства.
У 1975-1998 роках село належало до Радомського воєводства.